# Bundesstrasse 3
Bundesstrasse 3 är en förbundsväg i Tyskland. Vägen går ifrån Buxtehude till gränsövergången Weil-Otterbach vid den Schweiziska gränsen. Vägen som är 812 kilometer lång går igenom förbundsländerna Niedersachsen, Hessen och Baden-Württemberg. 